# Porcellio bovei
Porcellio bovei is een pissebed uit de familie Porcellionidae. De wetenschappelijke naam van de soort is voor het eerst geldig gepubliceerd in 1849 door Lucas.